# Henri Guisol
Henri Guisol, nom de scène d'Henry Paul Julien Bonhomme, est un acteur français, né le 12 octobre 1904 à Aix-en-Provence (Bouches-du-Rhône) et mort le 11 mai 1994 à Saint-Raphaël (Var).
Il est parfois crédité « Henry Guisol » ou simplement « Guisol ».

## Biographie
Après ses études d'art dramatique au Conservatoire de Toulouse Henri Guisol s'installe à Paris où il commence, dès la fin des années 1920, une fructueuse carrière théâtrale qui le mène, sur une période de 50 ans de Charles Dullin à Patrice Chéreau.
Au cinéma, il joue de 1931 à 1976, principalement dans des films français, mais aussi dans deux coproductions franco-italiennes.
À la télévision, il apparaît entre 1958 et 1980, dans un téléfilm, des séries et feuilletons (Les Cinq Dernières Minutes, Joseph Balsamo...).
À cette période, il se produit également fréquemment au théâtre, notamment dans Bon week-end, Monsieur Bennett qu'il interprète en 1959 au théâtre de la Gaîté-Montparnasse aux côtés de Denise Grey, et qu'il reprend avec elle en 1967, pour l'émission télévisée Au théâtre ce soir, puis il joue dans La Facture de Françoise Dorin, avec Jacqueline Maillan en 1968 au théâtre du Palais-Royal, dans une mise en scène de Jacques Charon. En 1973, il se produit encore dans le Toller de Tankred Dorst, mis en scène par Patrice Chéreau au TNP de Villeurbanne. En 1979, Henri Guisol se retira du monde du cinéma et du spectacle, et s'installa à Saint-Raphaël (Var).
Henri Guisol était l'époux de la comédienne Marthe Alycia.

## Filmographie

### Cinéma
- 1931 : La Chienne de Jean Renoir : Amédée
- 1935 : Le Domino vert de Henri Decoin et Herbert Selpin
- 1936 : Le Crime de Monsieur Lange de Jean Renoir : le fils Meunier
- 1936 : Rose de Raymond Rouleau
- 1936 : Les Amants terribles de Marc Allégret : Victor
- 1936 : Les Gais Lurons de Paul Martin et Jacques Natanson : Stoddard
- 1937 : Drôle de drame de Marcel Carné : Buffington, le journaliste alcoolique
- 1937 : Vous n'avez rien à déclarer ? de Léo Joannon : Coco de la Baule
- 1937 : Le Messager de Raymond Rouleau : Jack
- 1937 : Double crime sur la ligne Maginot de Félix Gandéra : le Lieutenant Capelle
- 1938 : Le Roman de Werther de Max Ophüls : Scherz
- 1938 : Trois Valses de Ludwig Berger : Brunner, fils
- 1938 : La Vierge folle de Henri Diamant-Berger
- 1939 : La Piste du nord ou La Loi du nord de Jacques Feyder : le docteur Mélo
- 1939 : Le monde tremblera de Richard Pottier : le docteur
- 1940 : L'Entraîneuse d'Albert Valentin : Robert
- 1940 : Tempête de Dominique Bernard-Deschamps : Charlei
- 1941 : Vénus aveugle d'Abel Gance : Ulysse
- 1942 : L'assassin a peur la nuit de Jean Delannoy : Bébé Fakir
- 1942 : Une femme disparaît de Jacques Feyder : Le médecin
- 1942 : Promesse à l'inconnue d'André Berthomieu : Duvernier
- 1942 : Macao, l'enfer du jeu de Jean Delannoy : Almaido
- 1943 : Six Petites Filles en blanc d'Yvan Noé : Arsène
- 1943 : Une femme dans la nuit d'Edmond T. Gréville : Gustave
- 1943 : Les Deux Timides d'Yves Allégret : Anatole Garadou
- 1943 : Madame et le Mort de Louis Daquin : Armand Le Noir
- 1943 : Retour de flamme de Henri Fescourt : Constant
- 1945 : La Boîte aux rêves d'Yves Allégret et Jean Choux : Pierre Forestier
- 1945 : L'Extravagante Mission de Henri Calef : Robert Dupont
- 1945 : Dorothée cherche l'amour d'Edmond T. Gréville : André Vincent
- 1946 : Christine se marie de René Le Hénaff : Olivier, le journaliste
- 1946 : Une femme coupée en morceaux d'Yvan Noé
- 1946 : Il suffit d'une fois d'Andrée Feix : Bernard Ancelin
- 1947 : Le Secret du Florida de Jacques Houssin : le chef
- 1947 : Troisième cheminée à droite de Jean Mineur (film d'animation)
- 1947 : Tierce à cœur de Jacques de Casembroot : Jasmin
- 1948 : Métier de fous d'André Hunebelle : Claude Martin
- 1949 : Ces dames aux chapeaux verts de Fernand Rivers : Ulysse
- 1949 : Ainsi finit la nuit de Emil-Edwin Reinert : Georges Beryl
- 1949 : L'Illusion de Jean Rougeul (court métrage)
- 1950 : Rendez-vous avec la chance de Emil-Edwin Reinert : Robert Bobin
- 1950 : Lady Paname de Henri Jeanson : Jeff, le compositeur de chansons
- 1950 : Ballerina de Ludwig Berger : le bijoutier
- 1951 : Le Clochard milliardaire de Léopold Gomez : Olivier Cabrol
- 1951 : Paris est toujours Paris (Parigi è sempre Parigi) de Luciano Emmer : M. Morand
- 1953 : Le Témoin de minuit de Dimitri Kirsanoff : Jacques Montet
- 1954 : La rafle est pour ce soir de Maurice Dekobra, dans le sketch : La morte : Jean Dupont
- 1954 : Théodora, impératrice de Byzance (Teodora, imperatrice di Bisanzio) de Riccardo Freda : John de Cappadoce
- 1955 : Le Fil à la patte de Guy Lefranc : Claude Bertrand, le directeur du théâtre
- 1955 : Lola Montès de Max Ophüls : Maurice, le cocher
- 1955 : Les Fruits de l'été de Raymond Bernard : Édouard Gravières
- 1957 : Les Collégiennes d'André Hunebelle : Christian Brenner
- 1958 : Vertiges, court métrage de J.K. et Monique Raymond-Millet : le narrateur
- 1958 : Le Voyageur immobile (Court métrage)
- 1960 : Meurtre en 45 tours d'Étienne Périer : Georges Méliot
- 1960 : Vive Henri IV, vive l'amour de Claude Autant-Lara
- 1961 : Le Comte de Monte-Cristo de Claude Autant-Lara : l'abbé Faria
- 1976 : La situation est grave... mais pas désespérée de Jacques Besnard : le comte Alexandre de Valrude

### Télévision
- 1958 : Les Cinq Dernières Minutes, épisode Tableau de chasse de Claude Loursais : Mutzenheim
- 1961 : Les Cinq Dernières Minutes, épisode L'Avoine et l'Oseille de Claude Loursais : Philippe Mesnil-Beaugé
- 1964 : L'Huître et la perle de Lazare Iglesis (téléfilm) : Harry
- 1965 : Salle n° 8 de Jean Dewever et Robert Guez (série) : Professeur Montade
- 1966 : Le Théâtre de la jeunesse, épisode L'Homme qui a perdu son ombre de Marcel Cravenne : l'homme en gris
- 1967 : Au théâtre ce soir (série) : Andrew / Malcolm / Adrien
- 1970 : Maurin des Maures de Jean Canolle et Claude Dagues (série) : Cabissol
- 1970 : Mauregard de Claude de Givray (série) : Maxence de Mettray adulte
- 1971 : Adieu mes quinze ans de Pierre Dupriez (série) : Capitaine Le Marroy
- 1972 : L'inconnue du vol 141 (série) : Mezières
- 1973 : Les Messieurs de Saint-Roy de Pierre Goutas (série) : Raymond Belleville
- 1973 : La Porteuse de pain de Marcel Camus (série) : Le préfet de la Seine
- 1973 : Le temps de vivre... Le temps d'aimer (série télévisée) : Wilson
- 1973-1974 : Joseph Balsamo d'André Hunebelle (série) : Baron von Taverney
- 1975 : Le Secret des dieux (série) : Gen. Staffin
- 1975 : Marie-Antoinette de Guy Lefranc (série) : Baron de Bezenval
- 1978 : Ces merveilleuses pierres (série) : M. Thiébaud
- 1980 : La Fortune des Rougon d'Yves-André Hubert (série) : Marquis de Garnavant

## Théâtre
- 1928 : Volpone de Jules Romains, mise en scène Charles Dullin, théâtre de l'Atelier
- 1931 : Amitié de Michel Mourguet, mise en scène Raymond Rouleau, Théâtre du Marais Bruxelles
- 1937 : Rêves sans provision de Ronald Gow, mise en scène Alice Cocéa, Comédie des Champs-Élysées
- 1937 : Sixième Étage d'Alfred Gehri, mise en scène André Moreau, théâtre des Arts
- 1943 : Le Monsieur de cinq heures de Pierre Veber et Maurice Hennequin, mise en scène Roland Armontel, théâtre de Paris
- 1948 : Le Square du Pérou de et mise en scène Louis Ducreux, théâtre Saint-Georges
- 1944 : Mademoiselle Antoinette de Jean Guitton, théâtre de l'Apollo
- 1949 : Nous avons tous fait la même chose de Jean de Letraz, théâtre de la Potinière
- 1950 : Le Complexe de Philémon de Jean Bernard-Luc, mise en scène Christian-Gérard, théâtre Montparnasse
- 1952 : Le Bonheur des méchants de Jacques Deval, mise en scène de l'auteur, théâtre des Bouffes-Parisiens
- 1953 : L'Homme au parapluie de William Dinner et William Morum, mise en scène Georges Vanderic, théâtre Charles de Rochefort
- 1955 : L'Amour fou ou la première surprise d'André Roussin, mise en scène de l'auteur, théâtre de la Madeleine
- 1958 : La Petite Hutte d'André Roussin, mise en scène de l'auteur, théâtre La Bruyère, théâtre des Célestins, tournée Baret
- 1959 : Bon week-end, Monsieur Bennett de Paule de Beaumont d'après Arthur Watkyn, mise en scène Michel Vitold, théâtre de la Gaîté-Montparnasse
- 1962 : L'Amant complaisant de Graham Greene, mise en scène Daniel Leveugle, Comédie des Champs-Élysées
- 1962 : Bon week-end, Monsieur Bennett d'Arthur Watkyn, mise en scène Michel Vitold, théâtre de la Gaîté-Montparnasse
- 1962 : Zi'nico... ou les artificiers d'Eduardo De Filippo, mise en scène Michel Fagadau, théâtre de la Gaîté-Montparnasse
- 1963 : Le Complexe de Philémon de Jean Bernard-Luc, mise en scène Christian-Gérard, Comédie des Champs-Élysées
- 1963 : L'Âge idiot de Jean Meyer, mise en scène Maurice Guillaud, théâtre du Gymnase, théâtre Édouard VII
- 1965 : Assassins associés de Robert Thomas, mise en scène Jean Piat, théâtre Antoine théâtre du Palais-Royal
- 1967 : Un parfum de fleurs de James Saunders, mise en scène Georges Vitaly, théâtre La Bruyère
- 1973 : Toller de Tankred Dorst, mise en scène Patrice Chéreau, TNP Villeurbanne